# Phyllonorycter zelkovae
Phyllonorycter zelkovae là một loài bướm đêm thuộc họ Gracillariidae. Nó được tìm thấy ở Nhật Bản (Honsyu và Kyusyu).
Sải cánh dài 6–7 mm.
Ấu trùng ăn Zelkova serrata. Chúng ăn lá nơi chúng làm tổ. The mine is ptychonomous và created on the lower surface of the leaves.